# ناخون باتوم
ناخون باتوم (بالإنجليزية: Nakhon Pathom)‏ هي مدينة من مدن تايلاند. يبلغ عدد سكانها 120,657 نسمة وذلك حسب إحصائيات سنة 2000. تقع على خط عرض 13.82056 وخط طول 100.0625.

## أعلام
- برات ساماكرات
- ناروغاتشاي فاتشيرابان
- ووراووت سريماكا
- تور غريفز